# Вчерашние предложения
«Вчерашние предложения» (малаял. നിർമ്മാല്യം; Nirmalyam) — индийский фильм-драма на языке малаялам, вышедший в прокат 23 ноября 1973 года. Дебютная режиссёрская работа романиста М. Т. Васудеван Наира, по мотивам его рассказа «Pallivalum Kalchilambum». Сюжет рассказывает о жизни и бедах человека, служащего оракулом в заброшенном храме. Главные роли исполнили П. Дж. Энтони, Сумитра и Рави Менон. Картина принесла своим создателям две Национальные кинопремии и пять кинопремий штата Керала.

## В ролях
- П. Дж. Энтони[англ.] — величападу (оракул)
- Сумитра[англ.] — Аммини, дочь величападу
- Рави Менон[англ.] — Брахмадатан Намбудири, священник
- Кавиюр Поннамма — Нараяни, жена величападу
- Сукумаран[англ.] — Аппу, сын величападу
- Санкаради[англ.] — ростовщик
- Кунджади[англ.] — Равунни Наир

## Производство
Оригинальное название фильма Nirmalyam (малаял. നിർമ്മാല്യം) обозначает остатки (преимущественно цветов) подношений божеству, сделанных в предыдущий день в индуистском храме. Свежие цветы, священные вместе с божеством в один день, на следующий день выбрасываются как увядшие отбросы. Согласно кинокритику Мадху Эраванкара название является метафорой жизней, изображенных в фильме. Персонажи и другие детали фильма намекают на то, что они отвергнуты или неудачники в настоящем и упиваются великолепием прошлых лет.
На главную роль в фильме изначально рассматривался актёр Санкаради, но он отказался, сказав, что у него неподходящее телосложение и порекомедовал П. Дж. Энтони, которого взяли в итоге.
Основным местом съемок была небольшая деревня Мукутала в округе Малаппурам. Оператор Рамачандра Бабу рассказывал, что жители деревни сильно помогали на съёмках, а также были задействованы в качестве второстепенных персонажей и в массовых сценах. Кроме эпизодов в святилище храма все остальные сцены были сняты в Мукутале. Святилище изображали декорации на студии в Кожикоде, поскольку настоящее было слишком тесным для съемок и обычаи запрещали использовать его не по назначению. Сцены прощальной песни были сняты на берегу реки при храме Анчумурти в Тирумиттакоде, а сцены под дождём — в пещере поблизости с помощью пожарных машин. Постпроизводством фильма занимались на студиях Мадраса.

## Саундтрек
Вся музыка написана К. Рагхаваном.
| №  | Название                 | Текст песни              | Исполнители                                 | Длительность |
| -- | ------------------------ | ------------------------ | ------------------------------------------- | ------------ |
| 1. | «Panimathimukhi Bal..»   | Свати Тирунал Рама Варма | К. П. Брахманандан, Сукумари Нарендра Менон |              |
| 2. | «Thinthanam Tharo..»     | Эдассери                 | Сукумари Нарендра Менон, Падмини            |              |
| 3. | «Samayamay..»            | Эдассери                 | К. П. Брахманандан, Л. Р. Анджали           |              |
| 4. | «Sreemahadevan Thante..» | Эдассери                 | К. П. Брахманандан, Падмини                 |              |

## Награды
- Национальная кинопремия
  - за лучший фильм
  - за лучшую мужскую роль — П. Дж. Энтони[англ.]
- Кинопремия штата Керала
  - за лучший фильм
  - за лучшую мужскую роль — П. Дж. Энтони[англ.]
  - за лучшие сценарий — М. Т. Васудеван Наяр
  - за лучшую музыку — К. Рагхаван[англ.] и М. Б. Шринивасан[англ.]
  - за лучший монтаж — Рави